# Serres (Hautes-Alpes)
Serres település Franciaországban, Hautes-Alpes megyében. Lakosainak száma 1303 fő (2022. január 1.). Serres La Bâtie-Montsaléon, Le Bersac, Méreuil, Montclus, Savournon, Sigottier és Valdoule községekkel határos.

## Népesség
A település népessége az elmúlt években az alábbi módon változott:
| Lakosok száma | 1256 | 1200 | 1106 | 1309 | 1229 | 1272 | 1287 | 1285 | 1292 | 1303 |
|               | 1968 | 1982 | 1990 | 2006 | 2013 | 2015 | 2017 | 2019 | 2020 | 2022 |